# Schroniska turystyczne na Łysej Górze

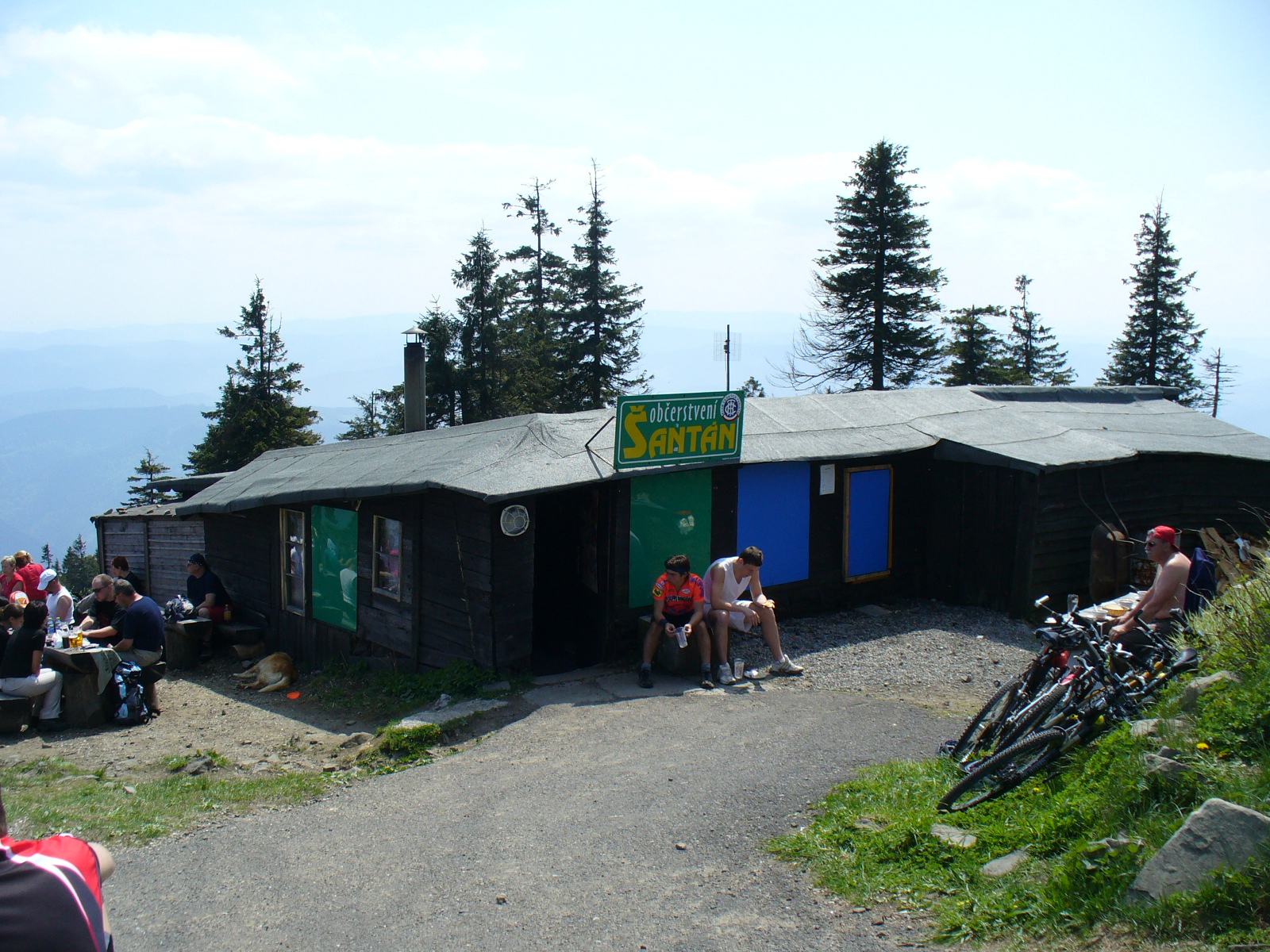
Prowizoryczny bufet Šantán w miejscu spalonej Bezručovej chaty

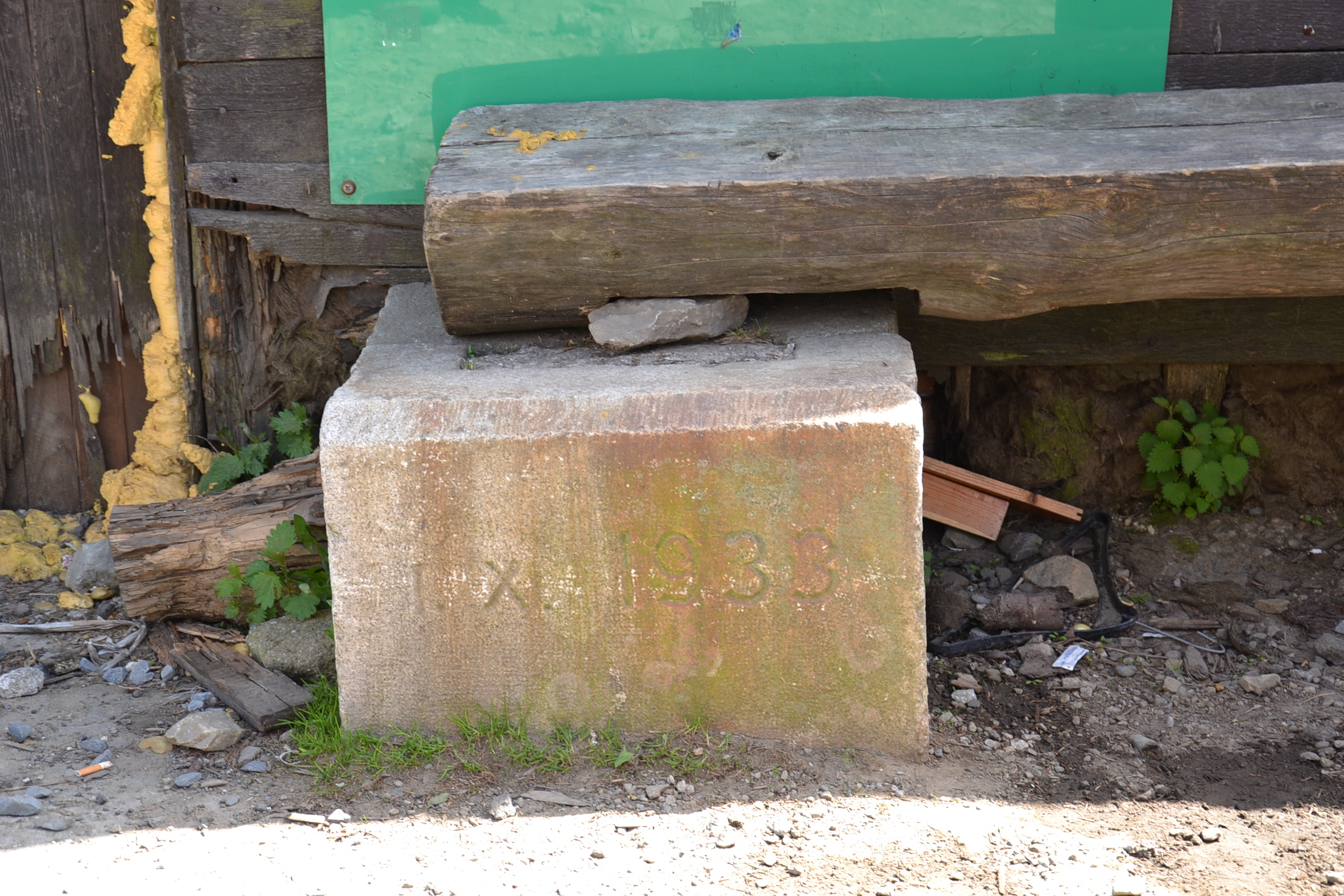
Kamień węgielny schroniska Bezručova chata

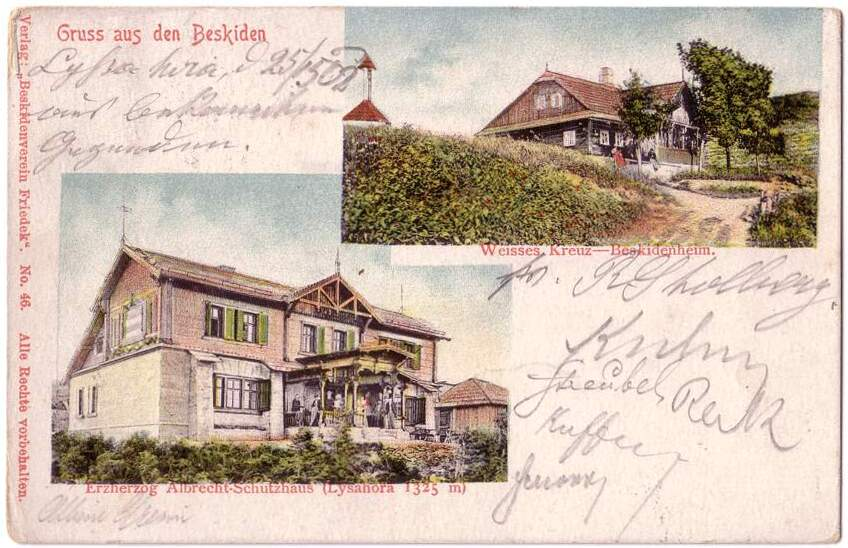
Schronisko na Łysej Górze (w dolnej części) na pocztówce z 1902

Schroniska turystyczne na Łysej Górze (czes. Lysá hora, śląs. Gigula, niem. Lysa-Berg, Kahlberg) – górskie schroniska turystyczne położone na wysokości 1320 m n.p.m. w Beskidzie Morawsko-Śląskim, na terenie Czeskiego Śląska.

## Historia
Pierwszy obiekt dla turystów wybudowano na Łysej Górze już w 1880. W 1895 otworzono pierwsze prawdziwe schronisko wybudowane przez Beskidenverein – funkcjonowało ono pod nazwą Erzherzog-Albrecht- Schutzhaus (ku czci arcyksięcia Albrechta, który zmarł w tym roku).
W 1908 na czerwonym szlaku biegnącym z Ostravicy w stronę szczytu otwarto Ostrauer Hütte, jako punkt wypoczynkowy dla mniej zaprawionych turystów. Po II wojnie światowej schronisko funkcjonowało pod czeską nazwą Ostravská chata. Spłonęło 23 listopada 1968 i nie zostało później odbudowane.
Po powstaniu niepodległej Czechosłowacji schronisko Erzherzog-Albrecht- Schutzhaus pozostało w rękach niemieckich – ruch na szczycie był tak duży, że w 1933 wybudowano nowy budynek noclegowy – Steinerne Haus (Kameňák, Kamenný dům, Kamienny dom). Również Czesi postanowili mieć na Łysej Górze swój obiekt i kosztem 602 000 koron w 1934 powstało kolejne schronisko, należące do Klubu Czechosłowackich Turystów z Morawskiej Ostrawy. Projektantem był František Knobloch. Czeskie schronisko posiadało 12 pokoi, 2 noclegownie, pokój dla gospodarza, centralne ogrzewanie, ciepłą wodę i piec elektryczny. Było jednym z najnowocześniejszych schronisk tego okresu.
Po II wojnie światowej schroniska znacjonalizowano – byłą własność Beskidenverein oraz obiekt czeski połączono w jeden kompleks nazwany w 1948 "Bezručovu chatu" (Bezručova chata na Lysé hoře – patronem został Petr Bezruč – czeski pisarz, tłumacz, który bywał na Łysej Górze już w okresie międzywojennym, choć odwiedzał wówczas wyłącznie schronisko niemieckie). Byłe Erzherzog-Albrecht-Schutzhaus służyło już tylko za miejsce do nocowania, aż do pożaru w 1972. W marcu 1978 spłonęła „czeska” część schroniska - przyczyn pożaru nie ustalono. Sugerowano o wadliwej instalacji elektrycznej, ale podejrzewano też podpalenie przez dzierżawcę, który miał w ten sposób ukryć niezgodności w finansach. W pożarze zginął 3-letni syn kucharki. Osoba winna włączenia wadliwej instalacji krótko po pożarze straciła życie w wypadku samochodowym, co jeszcze wzmogło teorię o celowym podpaleniu.
Po pożarze na Łysej Górze można było nocować w Kamiennym domu, istniały również prowizoryczne bufety w miejscu spalonych budynków (jeden z nich - Šantán - prowadzony był przez Klub Czeskich Turystów – Klub českých turistů). Noclegów udzielała także chatka narciarska, wybudowana na szczycie w 1950.

## Odbudowa
Jesienią 2011 rozebrano jeden z prowizorycznych bufetów (stojący w miejscu Erzherzog-Albrecht- Schutzhaus) i rozpoczęto wznoszenie nowego schroniska, początkowo pod nazwą Slezský dům. Ma ona być częścią większego kompleksu Chata Emil Zátopek i dlatego nowa nazwa brzmi - Chata Emil Zátopek - Maraton, dawny Kameňák to teraz Desítka, a chatka narciarska Pětka. Ministerstwo środowiska Republiki Czeskiej wydało zgodę na prace budowlane przy Maratonie, które mogą trwać tylko 3,5 miesiąca w ciągu roku - ich zakończenie przypadło na rok 2015. W momencie rozpoczęcia prac i likwidacji bufetu przeniesiono punkt restauracyjny do Kameňáka, jednocześnie przestano w nim udzielać noclegów. Od momentu otwarta nowego schroniska Kameňák zaczął pełnić funkcję wyłącznie noclegową (pokoje w warunkach turystycznych)
Z kolei Klub Czeskich Turystów prowadził zbiórkę pieniędzy i planował odbudowę Bezručovej chaty. Rozpoczęła się ona w 2012, a obiekt otwarto w listopadzie 2015. W momencie otwarcia rozpoczęła się rozbiórka bufetu Šantán.

## Szlaki turystyczne z Łysej Góry
- – Smrek – 12,5 km przez zbiornik wodny Šance – 7 km
- – Krásná – 7 km
- – Ostrawica – 8,5 km
- – Ježánky – 8 km
- – Frydlant nad Ostrawicą – 11 km